# Челленджер (шаттл)
«Челленджер» OV-099 (англ. Challenger) — многоразовый транспортный космический корабль системы «Спейс Шаттл», изготовленный компанией Rockwell International и эксплуатировавшийся НАСА. Названный в честь командирского корабля научной экспедиции XIX века, совершившей кругосветное путешествие, «Челленджер» стал вторым после «Колумбии» орбитальным кораблём системы «Спейс Шаттл», отправившимся в космос, и совершил свой первый полёт в апреле 1983 года. Он погиб 28 января 1986 года вскоре после запуска в результате катастрофы, в которой погибли все семь членов экипажа, находившихся на борту. Изначально изготовленный как испытательный образец, не предназначенный для космических полётов, он был использован в наземных испытаниях структурной конструкции орбитального корабля системы «Спейс Шаттл». Однако после того, как НАСА обнаружило, что их первоначальный план по модернизации «Энтерпрайза» для космических полётов будет более дорогостоящим, чем модернизация «Челленджера», орбитальный корабль был введён в эксплуатацию в рамках программы «Спейс Шаттл». Уроки, извлечённые из первых орбитальных полётов «Колумбии», привели к тому, что в конструкции «Челленджера» было использовано меньше плиток системы тепловой защиты и более лёгкие фюзеляж и крылья. Это позволило сделать его на 1000 килограммов легче, чем «Колумбия», но все же на 2600 килограммов тяжелее, чем «Дискавери».
За три года эксплуатации «Челленджер» совершил десять полётов в рамках программы «Спейс Шаттл», проведя в космосе более 62 дней и совершив почти 1000 оборотов вокруг Земли. После первого полёта «Челленджер» вытеснил «Колумбию» с лидирующих позиций в программе «Спейс Шаттл», став самым часто летающим орбитальным кораблём за все три года эксплуатации, в то время как «Колумбия» в течение того же периода времени использовалась крайне редко. «Челленджер» использовался для запуска многочисленных гражданских спутников, таких как первый спутник системы TDRS, спутники связи Palpa B, комплекс длительного облучения и спутник теплового баланса Земли. Он также использовался в качестве испытательного стенда для пилотируемого манёвренного блока (MMU) и служил платформой для ремонта неисправного телескопа SolarMax. Кроме того, в 1985 году на «Челленджере» были проведены три последовательные миссии «Спейслэб», одна из которых стала первым полётом немецкого экипажа в космос. Среди пассажиров, которых доставил на орбиту «Челленджер», — первая американская женщина-астронавт, первая вышедшая в открытый космос американская женщина-астронавт, первый афроамериканский астронавт и первый канадский астронавт.
Во время своего десятого полёта в январе 1986 года «Челленджер» разрушился через 73 секунды после старта, в результате чего погиб экипаж STS-51-L из семи человек, включая Кристу Маколифф, которая должна была стать первым учителем в космосе. Комиссия Роджерса, созванная вскоре после этого, пришла к выводу, что уплотнительное кольцо в одном из твердотопливных ракетных ускорителей «Челленджера» не смогло удержать горящий газ под давлением, который вырвался из ускорителя, вызвав разрушение внешнего бака «Челленджера» и последующее разрушение корабля под действием аэродинамических сил. Организационная культура НАСА также подверглась тщательному анализу со стороны комиссии Роджерса, а цель программы «Спейс Шаттл» по замене американских расходуемых систем запуска была поставлена под сомнение. Гибель «Челленджера» и его экипажа привела к широкому пересмотру программы, и многие её аспекты — такие как запуски с Ванденберга, MMU и «Шаттл-Кентавр» — были отменены для повышения безопасности экипажа; «Челленджер» и «Атлантис» были единственными орбитальными кораблями, модифицированными для проведения запусков по программе «Шаттл-Кентавр». Найденные останки корабля в основном захоронены в ракетной шахте, расположенной на территории комплекса LC-31 на мысе Канаверал, хотя один фрагмент выставлен в комплексе для посетителей Космического центра Кеннеди.

## Полёты
«Челленджер» десять раз стартовал в космос. Провёл в космосе 62 суток, совершил 987 витков вокруг Земли, прошёл 41 527 416 км. 
| №  | Название           | Эмблема | Дата старта     | Дата посадки    | Продолжительность | События в полёте | Экипаж |
| -- | ------------------ | ------- | --------------- | --------------- | ----------------- | --- | --- |
| 1  | Челленджер STS-6   |         | 4 апреля 1983   | 9 апреля 1983   | 5 дней 0 ч 24 м   | Запуск трансляционного спутника. Первый выход в открытый космос во время полёта шаттла.                                                            | Пол Уайтц Кэрол Бобко Дональд Питерсон Стори Масгрейв                                                                |
| 2  | Челленджер STS-7   |         | 18 июня 1983    | 24 июня 1983    | 6 дней 2 ч 24 м   | Салли Райд — первая американская женщина-астронавт. Запуск двух коммуникационных спутников.                                                        | Роберт Криппен Фредерик Хаук Джон Фабиан Салли Райд Норман Тагард                                                    |
| 3  | Челленджер STS-8   |         | 30 августа 1983 | 5 сентября 1983 | 6 дней 1 ч 9 м    | Гайон Блуфорд — первый ночной старт и ночная посадка шаттла. Запуск спутника Insat-1B.                                                             | Ричард Трули Дэниел Брэнденстайн Дэйл Гарднер Гайон Блуфорд Уильям Торнтон                                           |
| 4  | Челленджер STS-41B |         | 3 февраля 1984  | 11 февраля 1984 | 7 дней 23 ч 16 м  | Неудачный запуск двух коммуникационных спутников.                                                                                                  | Вэнс Бранд Роберт Гибсон Брюс Маккэндлесс Рональд Макнэйр Роберт Стюарт                                              |
| 5  | Челленджер STS-41C |         | 6 апреля 1984   | 13 апреля 1984  | 6 дней 23 ч 41 м  | Первый ремонт спутника на орбите (Solar Max). Запуск модуля исследования длительной экспозиции LDEF                                                | Роберт Криппен Фрэнсис Скоби Терри Харт Джордж Нельсон Джеймс ван Хофтен                                             |
| 6  | Челленджер STS-41G |         | 5 октября 1984  | 13 октября 1984 | 8 дней 5 ч 24 м   | Впервые в экипаже две женщины. Первый выход в космос американской женщины-астронавта. Снятие с орбиты спутника (Earth Radiation Budget Satellite). | Роберт Криппен Джон Макбрайд Кэтрин Салливан Салли Райд Дэвид Листма Пол Скали-Пауэр Марк Гарно                      |
| 7  | Челленджер STS-51B |         | 29 апреля 1985  | 6 мая 1985      | 7 дней 0 ч 9 м    | Эксперименты с космической лабораторией (Spacelab-3).                                                                                              | Роберт Овермайер Фредерик Грегори Дон Линд Норман Тагард Уильям Торнтон Людвиг ван ден Берг Тэйлор Уэнг              |
| 8  | Челленджер STS-51F |         | 29 июля 1985    | 6 августа 1985  | 7 дней 22 ч 45 м  | Эксперименты с космической лабораторией (Spacelab-2).                                                                                              | Чарлз Фуллертон Рой Бриджес Карл Хенайз Энтони Инглэнд Стори Масгрейв Лорен Эктон Джон-Дэвид Бартоу                  |
| 9  | Челленджер STS-61A |         | 30 октября 1985 | 6 ноября 1985   | 7 дней 0 ч 45 м   | Эксперименты с немецкой лабораторией (Spacelab D-1).                                                                                               | Генри Хартсфилд Стевен Нейджел Бонни Данбар Джеймс Бакли Гайон Блуфорд Эрнст Мессершмид Райнхард Фуррер Вюббо Оккелс |
| 10 | Челленджер STS-51L |         | 28 января 1986  | —               | 73 секунды        | Гибель «Челленджера» и всех астронавтов. | Фрэнсис Скоби Майкл Смит Джудит Резник Эллисон Онидзука Роналд Макнэйр Грегори Джарвис Криста Маколифф               |

## Гибель
Последний старт челнока был запланирован на утро 28 января 1986 года, затем запуск перенесли на два часа дня из-за того, что были найдены мелкие поломки, которые устраняли инженеры. Телевидение вело прямую трансляцию с мыса Канаверал. Чтобы заполнить паузу, вызванную ремонтом корабля, ведущий рассказывал об истории программы Space Shuttle, предсказывая новому чуду ракетной техники большое будущее. За стартом «Челленджера» наблюдали миллионы зрителей по всему миру. На 73-й секунде полёта, на высоте 14 км произошёл отрыв левого твердотопливного ускорителя от одного из двух креплений. Провернувшись вокруг второго, ускоритель пробил основной топливный бак. Из-за нарушения симметрии тяги и сопротивления воздуха корабль отклонился от оси и был разрушен аэродинамическими силами. Как потом выяснилось, некоторые астронавты были ещё живы, так как носовую часть, где они находились, просто оторвало от остальной части корабля, и как минимум к трём из них началась индивидуальная подача кислорода в шлемы, предусмотренная на случай аварии, но падение с высоты 20 км и колоссальной силы перегрузка (около 200G) при ударе о воду сделали своё дело, все находившиеся на борту астронавты погибли. Первое время многочисленные очевидцы не понимали, что происходит.

Кто-то, стоявший в толпе передо мной, обернулся и сказал: «Это взрыв!» Я помню, как взрослые говорили детям: «Не бойся, это неправда, всё хорошо». Многие аплодировали, потому что думали, что это отсоединились ускорители.— Бен Провенсал, очевидец
Погиб весь экипаж — семь человек, включая и первого астронавта-непрофессионала — бывшую учительницу Кристу Маколифф, которая выиграла общенациональный конкурс на право лететь в космос, организованный по инициативе президента США Рональда Рейгана. Она стала национальной героиней Америки.
Причиной трагедии называют неисправность кольцевого уплотнения твердотопливного ускорителя, вызвавшего утечку раскалённых газов, которые разрушили крепление, а также и то, что запуск осуществлялся при температуре 2 градуса ниже нуля по Цельсию, в то время как рекомендованной температурой воздуха для взлётов является 11 и более градусов тепла. При низкой температуре материал кольцевого уплотнения стал недостаточно эластичным, чтобы обеспечить герметичность в стыке сегментов ускорителя. В связи с этой катастрофой США понесли большие убытки — около 8 млрд долларов, включая и стоимость самого челнока, которая оценивается в 3 млрд. Гибель «Челленджера» — самая крупная на тот момент катастрофа в истории пилотируемых космических полётов, сильный удар по репутации США и программе Space Shuttle.

## Галерея

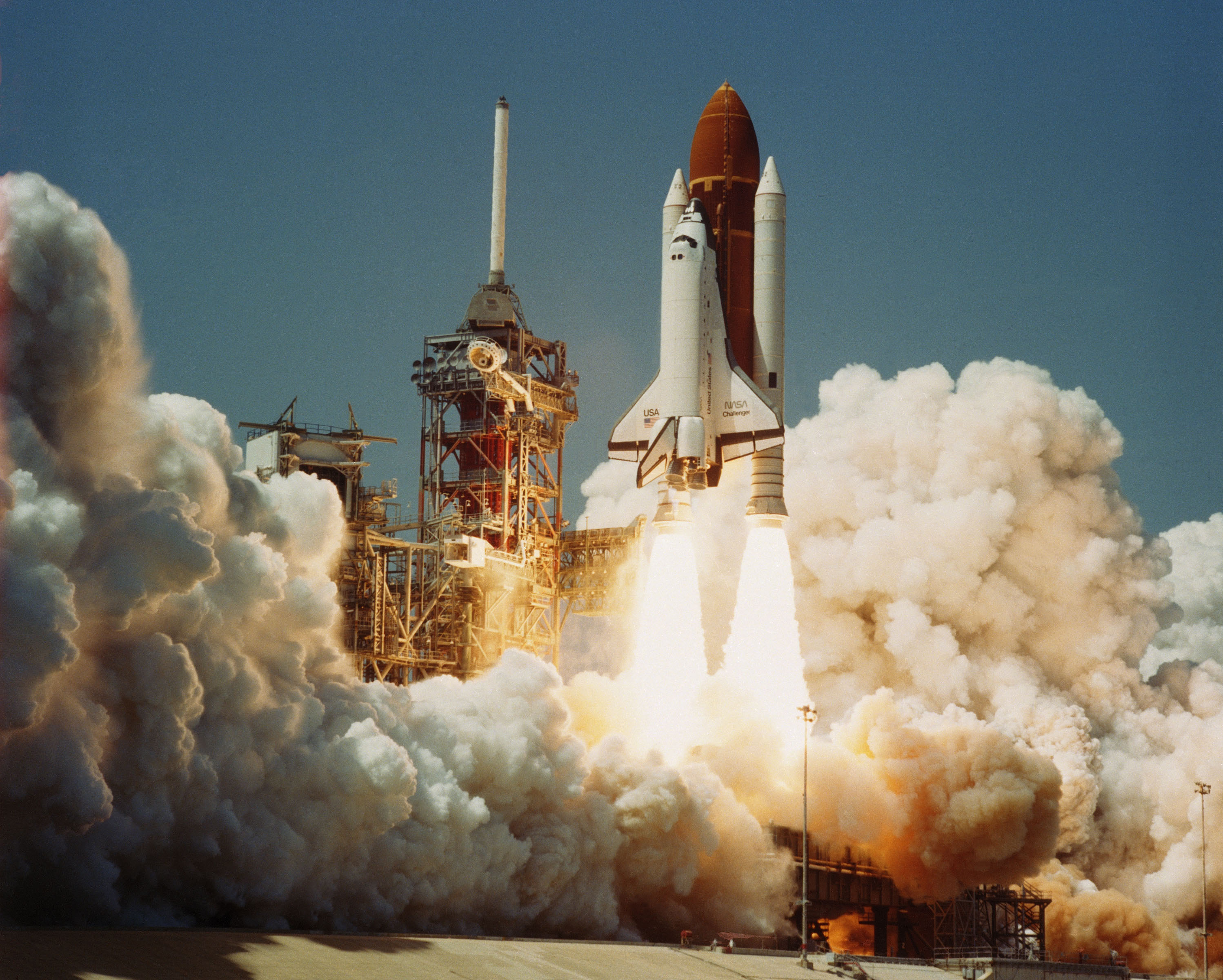
Первый запуск шаттла "Челленджер", миссия STS-6, 04 апреля 1983 г.
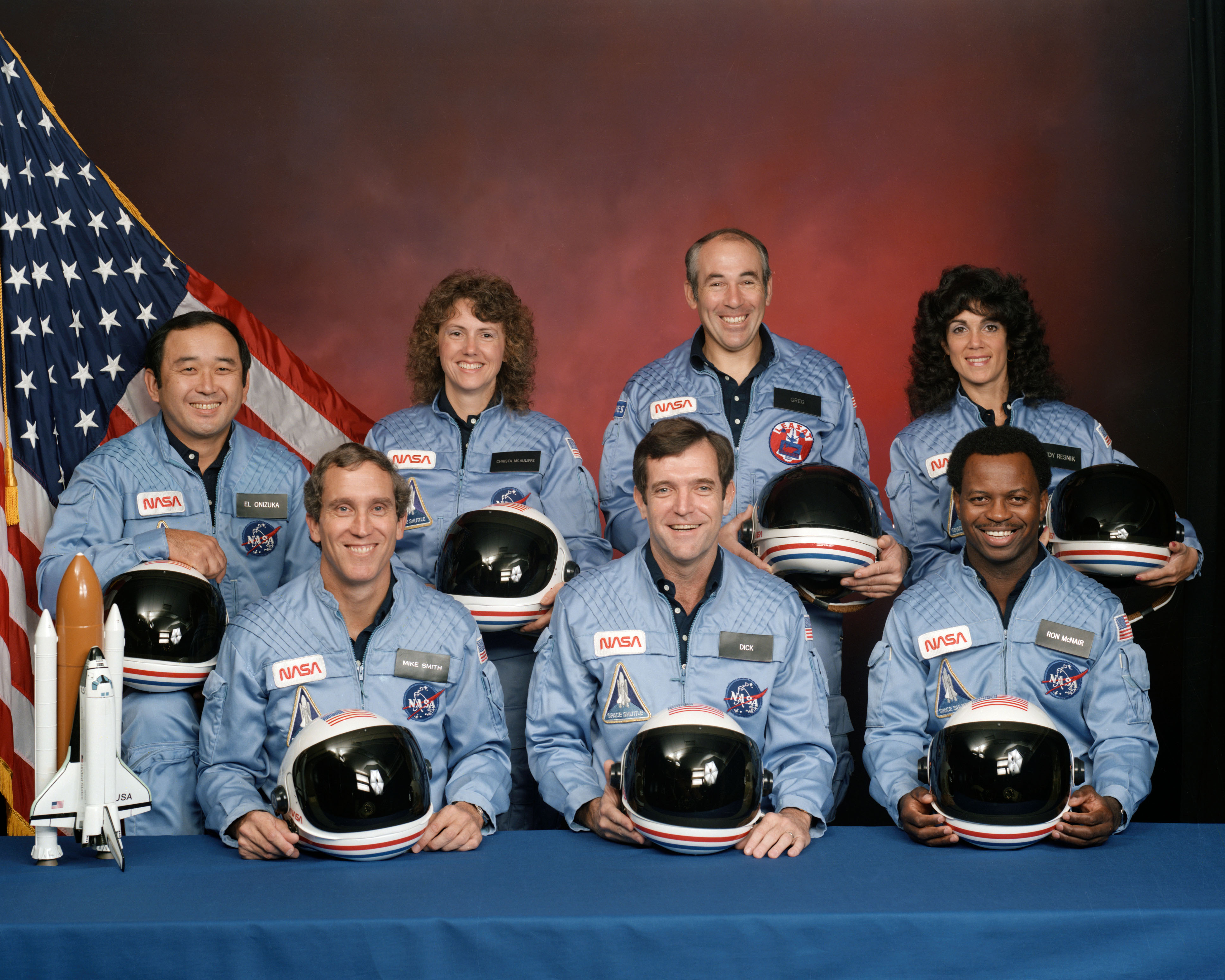
Экипаж погибшего «Челленджера»: (в первом ряду слева) Майкл Смит, Фрэнсис Скоби, Роналд МакНэйр, (во втором ряду слева) Эллисон Онидзука, Криста Маколифф, Грегори Джарвис, Джудит Резник
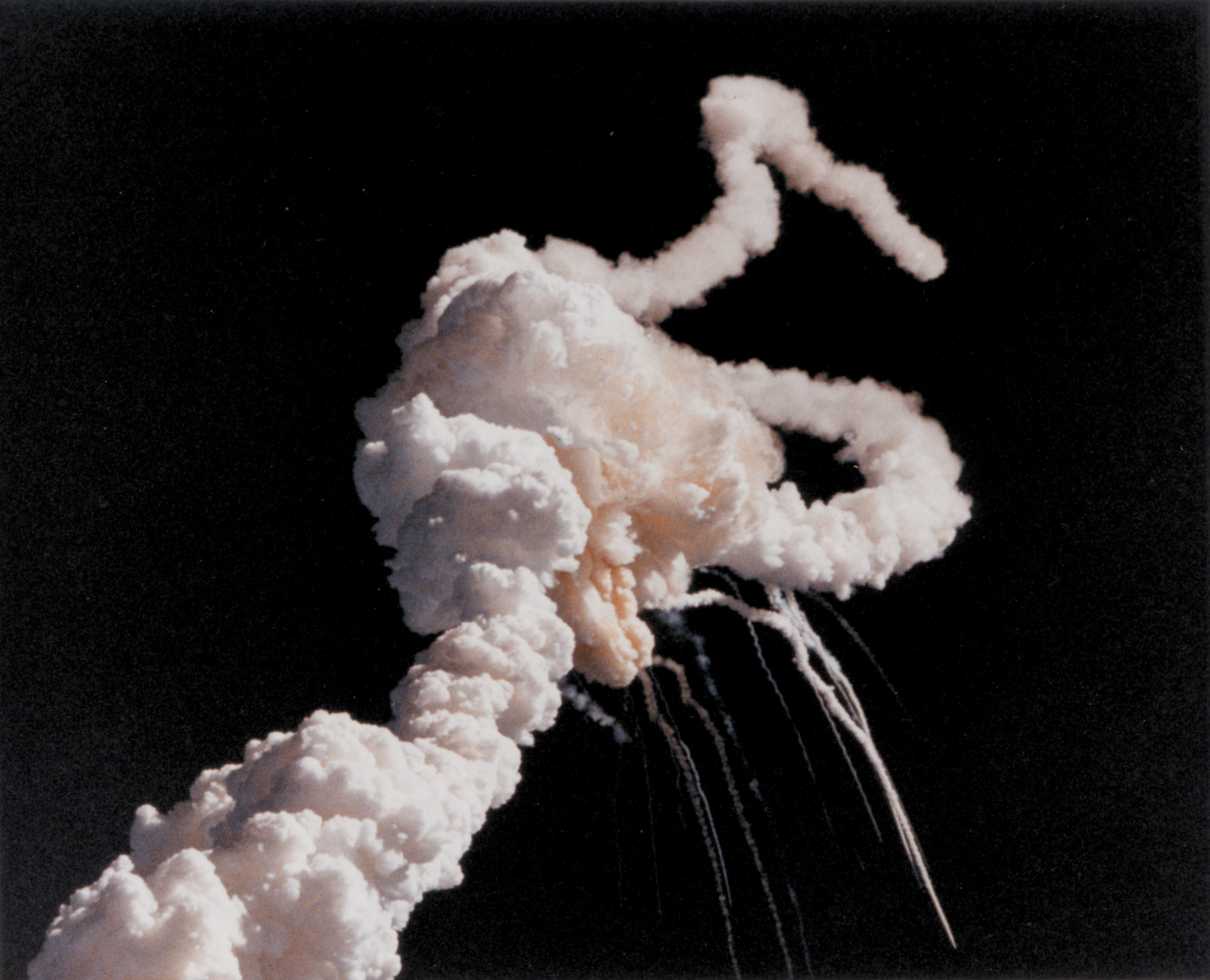
Гибель «Челленджера»